# Palina Rojinski

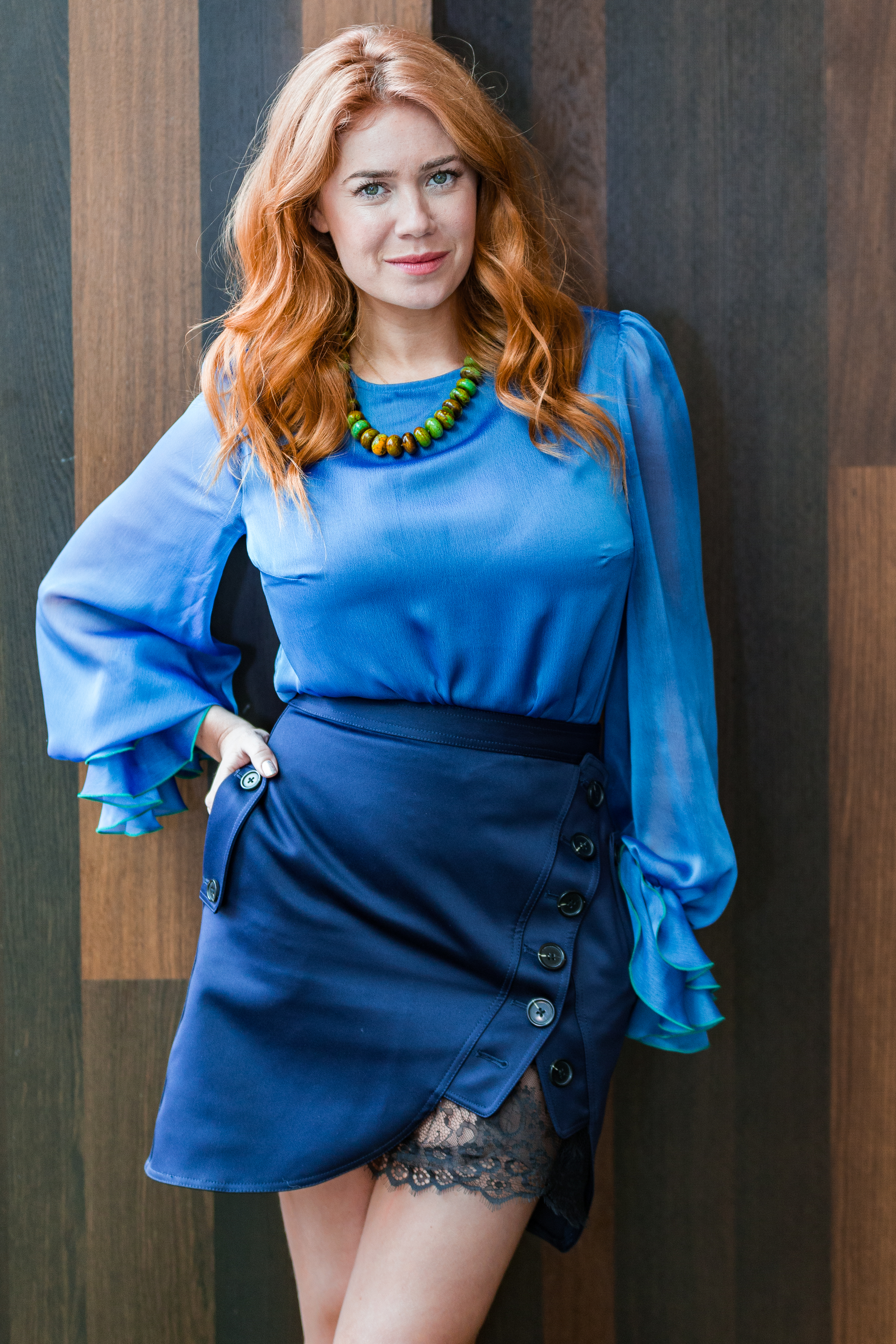
Palina Rojinski (2018)

Palina Rojinski [rɔˈʒinski] (* 21. April 1985 in Leningrad, Russische SFSR, Sowjetunion als russisch Полина Игоревна Рожинская, wiss. Transliteration Polina Igorevna Rožinskaja, deutsche Transkription Polina Roschinskaja) ist eine russisch-deutsche Fernsehmoderatorin und Schauspielerin. Sie wurde beim Musiksender VIVA und durch ihre Rolle in der Fernsehshow MTV Home an der Seite des Moderatorenduos Joko und Klaas bekannt.

## Jugend und Privatleben
Im März 1991 zog Rojinski mit ihren Eltern als jüdischer Kontingentflüchtling von Leningrad nach Berlin. Dort wurde 1994 ihre Schwester geboren. Die Mutter hat einen russisch-christlichen, der Vater einen russisch-jüdischen Hintergrund; Palina Rojinski wurde russisch-orthodox getauft. Sie wurde in der rhythmischen Sportgymnastik, die sie seit ihrem vierten Lebensjahr betrieb, bei den Juniorinnen zweimal Deutsche Meisterin. Aufgrund von Knieproblemen und sechs Stunden täglichen Trainings, zu dem auch Balletttanz gehörte, gab sie den Sport im Alter von 14 Jahren auf. Um sich vom bisherigen Niveau gemäßigt abzutrainieren, widmete sie sich danach drei Jahre unterschiedlichen Tänzen.
Nach dem Abitur studierte sie drei Semester lang Literatur und Geschichte an der Humboldt-Universität zu Berlin. Im Februar 2013 trennten sich Rojinski und ihr Freund Jean-Christoph Ritter nach sechs gemeinsamen Jahren. Sie lebt in Berlin.

## Karriere
2006 trat sie zweimal in der Pseudo-Ermittler-Doku Lenßen & Partner auf. In den beiden Folgen spielte sie Kathinka Rumanova, eine russische Ex-Prostituierte. 2009 wurde sie von MTV für die Co-Moderation von MTV Home engagiert. Bald wurde sie fester Bestandteil des Teams um Joko und Klaas und erhielt eine eigene Rubrik 99 Dinge, die ein Mann getan haben sollte. Mit der Senderreform bei MTV wechselte sie 2011 als Moderatorin zu VIVA Deutschland und moderierte dort die Top 100, die Retrocharts sowie Festivals und Events wie den VIVA Comet 2011 und vom roten Teppich bei den MTV Europe Music Awards 2012.
Parallel wurde sie mit dem Wechsel von MTV Home zu ZDFneo auch Bestandteil des neoParadise-Teams und moderierte 2012 auf ZDFneo zusätzlich das experimentelle TVLab, einen Wettbewerb zur Entdeckung eines neuen Sendekonzepts, sowie ihre eigene Personality-Show Zirkus Rojinski. Bei der Preisverleihung des Bambi 2012 moderierte sie vom roten Teppich und hielt die Laudatio in der Kategorie „Pop International“. 2013 wechselte sie ebenso wie Joko und Klaas zu ProSieben, wo sie neben gelegentlichen Auftritten in Circus HalliGalli an einigen anderen Formaten teilnimmt. Von 2013 bis 2015 war die passionierte Tänzerin Jurymitglied in der Show Got to Dance auf ProSieben und Sat.1. Seit 2014 ist sie in ihrer Sendung Offline – Palina World Wide Weg bzw. Inside – Unterwegs mit Palina ohne wichtige Ressourcen in verschiedenen Weltstädten unterwegs und muss sich deswegen bei den Einwohnern behelfen. 2015 moderierte sie außerdem die Versteckte-Kamera-Show The Big Surprise – Dein schönster Albtraum. 2016 war sie in einer Episode der Sendung In the Box zu sehen und erhielt dort einen Einblick in die Strukturen und Arbeitsweise der Bundeswehr. Im September 2016 moderierte sie mit Das ProSieben Auswärtsspiel an der Seite von Elton zum ersten Mal eine Samstagabendshow.
Rojinski tritt auch als DJ unter dem Namen „Palina Power“ auf. Als Schauspielerin besetzte Simon Verhoeven sie für seine zweiteilige Komödie Männerherzen. In Rubbeldiekatz von Detlev Buck spielte sie die Jasmina, und sie war in Florian David Fitz’ Kinofilm Jesus liebt mich zu sehen. Im Kinofilm Traumfrauen spielte sie 2015 neben Elyas M’Barek eine Hauptrolle. Im Kinofilm Willkommen bei den Hartmanns (2016) war sie als Tochter einer Familie zu sehen, die einen vor der Terrororganisation Boko Haram geflohenen Asylbewerber aufnimmt. Im Sommer 2017 war sie im Rahmen des FIFA-Konföderationen-Pokals 2017 für die ARD als Reporterin in Russland unterwegs. Auch bei der Fußball-Weltmeisterschaft 2018 war sie wieder für die ARD im Einsatz.
Von März 2019 bis Dezember 2021 hatte sie einen eigenen Podcast Podkinski auf Spotify, der im 14-täglichen Rhythmus veröffentlicht wurde. Dort spielte sie mit ihren Gästen wie Guido Maria Kretschmer, Sylvie Meis oder Olli Schulz und sprach über deren Leben. Auf Instagram veröffentlicht Rojinski unter der Überschrift „Astrolinski“ Videos über Astrologie. 2022 moderierte sie die RTL-Quizshow Gipfel der Quizgiganten.

## Filmografie

### Als Moderatorin
- 2010–2011: MTV Home, als Sidekick
- 2011–2013: neoParadise, als Sidekick
- 2011–2015: VIVA Top 100
- 2012: VIVApedia
- 2012: Zirkus Rojinski
- 2013–2017: Circus HalliGalli, als Sidekick
- 2013–2015: Got to Dance, als Jurorin
- 2014: Crazy Dates – In Love with Palina
- 2014: Was wäre wenn?
- 2014–2017: Offline – Palina World Wide Weg / Inside – Unterwegs mit Palina
- 2015: The Big Surprise – Dein schönster Albtraum
- 2016: Das ProSieben Auswärtsspiel
- 2018: Unser Russland – Eine Städtereise zur Fußball-WM, als Reporterin mit Udo Lielischkies
- seit 2019: Joko & Klaas gegen ProSieben
- 2019: Yo! MTV Raps
- 2020: Sing On! Germany
- 2022: Gipfel der Quizgiganten (RTL)
- Seit 2024: The Masked Singer, als Jurorin

### Als Schauspielerin
- 2006: Lenßen & Partner (Folge 4x48: Liebe auf Russisch; Folge 5x15: Im Rausch der Gefühle)
- 2009: Männerherzen
- 2011: Männerherzen … und die ganz ganz große Liebe
- 2011: Rubbeldiekatz
- 2011: Hotel Desire
- 2012: Jesus liebt mich
- 2013: Weniger ist mehr
- 2013: Zeit der Helden
- 2013: Tatort: Die Fette Hoppe
- 2015: Traumfrauen
- 2016: Willkommen bei den Hartmanns
- 2018: jerks. (Folge 2x05: Tibet)
- 2018: Early Man – Steinzeit bereit (Early Man, Stimme von Goona)
- 2019: Get Lucky – Sex verändert alles
- 2020: Nightlife
- 2020: Enkel für Anfänger
- 2020: Slavik – Auf Staats Nacken (Folge 1x05: Stadtführer)
- 2024: Kroymann (Satiresendung, Ist die noch gut?)
- 2024: Where’s Wanda? (Fernsehserie)

### Als Teilnehmerin
- seit 2019: Joko & Klaas gegen ProSieben
- 2020: Klein gegen Groß
- 2021: Wer stiehlt mir die Show?
- 2022, 2024: LOL: Last One Laughing
- 2023, 2024, 2025: Wer weiß denn sowas?
- 2025: Experte für alles

## Auszeichnungen
- 2014: Bayerischer Fernsehpreis für Got to Dance (zusammen mit ihren Jury-Kollegen Nikeata Thompson und Howard Donald)

## Buch
- Folge deinen Sternen: Dein persönlicher Astro-Guide, um dein volles Potenzial zu leben. Knaur Balance, 2022, ISBN 978-3-426-67614-1